# Folklore en Couserans

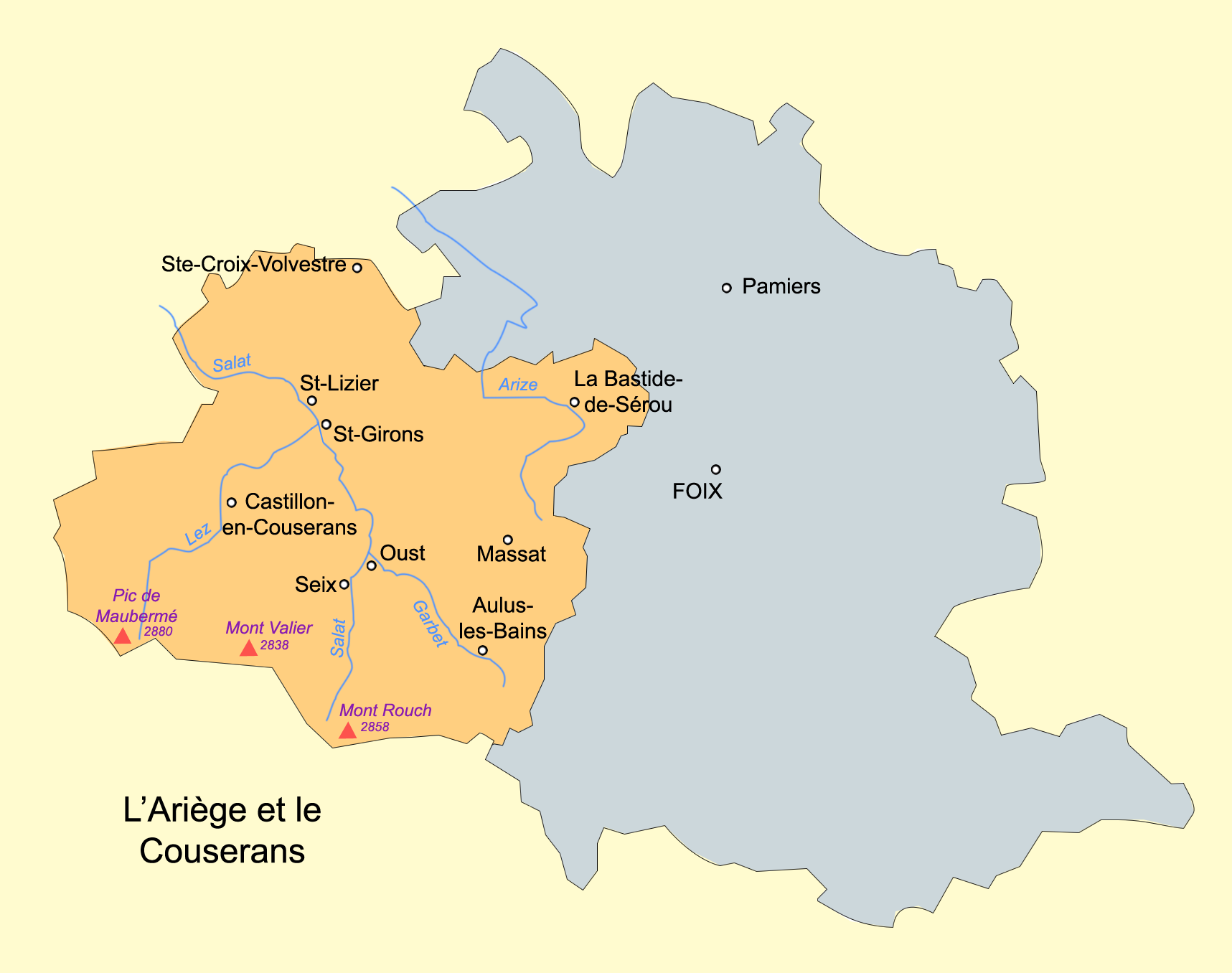
Situation du Couserans dans le département de l'Ariège.

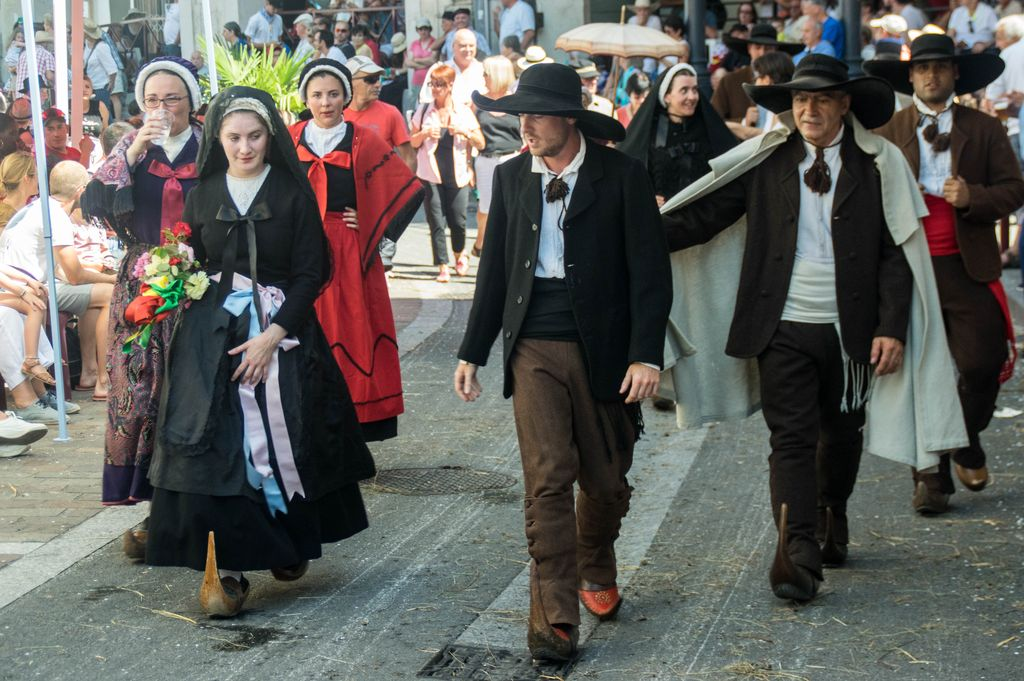
Biroussans lors du défilé dAutrefois le Couserans en 2019. photog. P. Goujet.

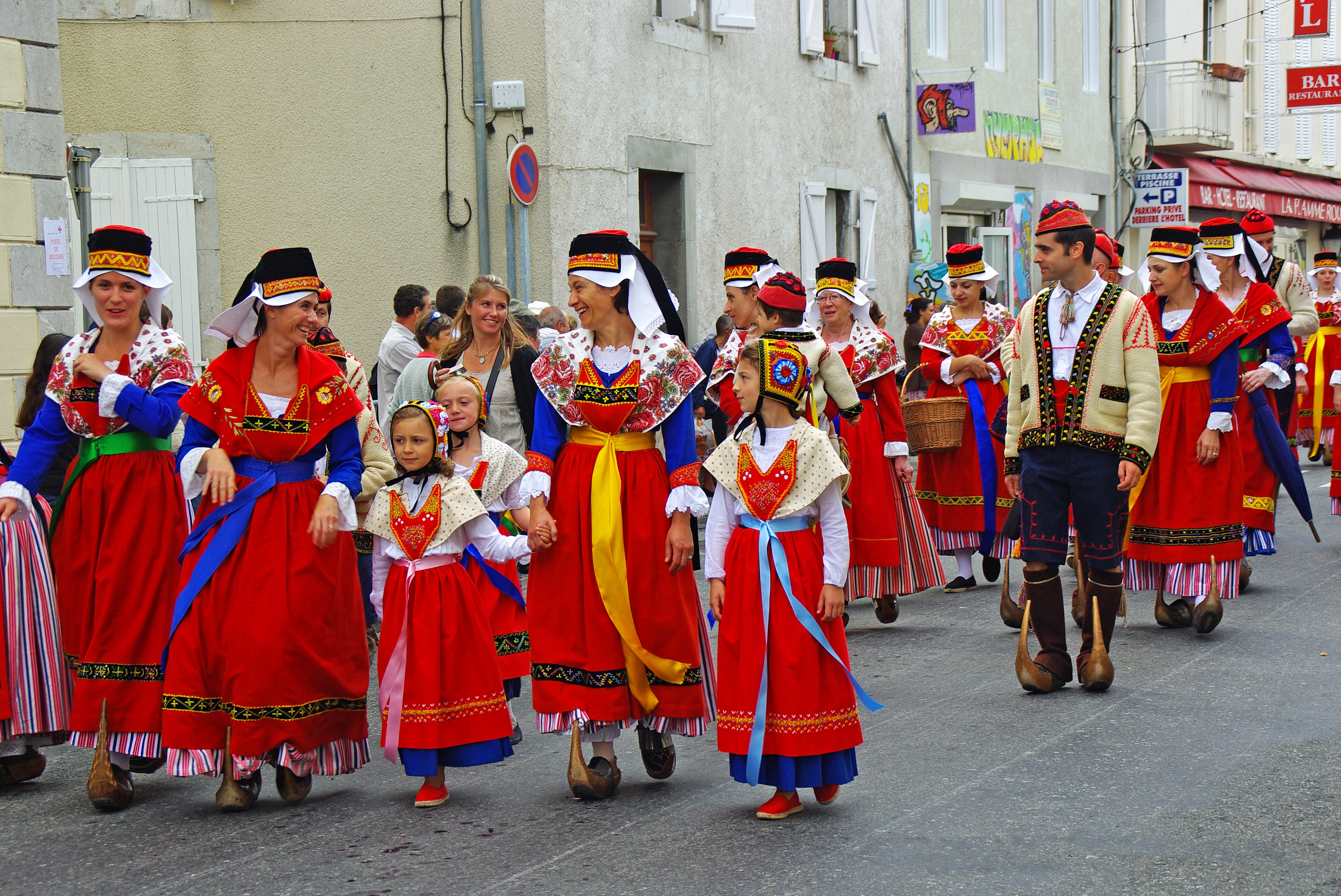
Les Bethmalais lors du défilé dAutrefois le Couserans en 2011.. photog. P. Goujet

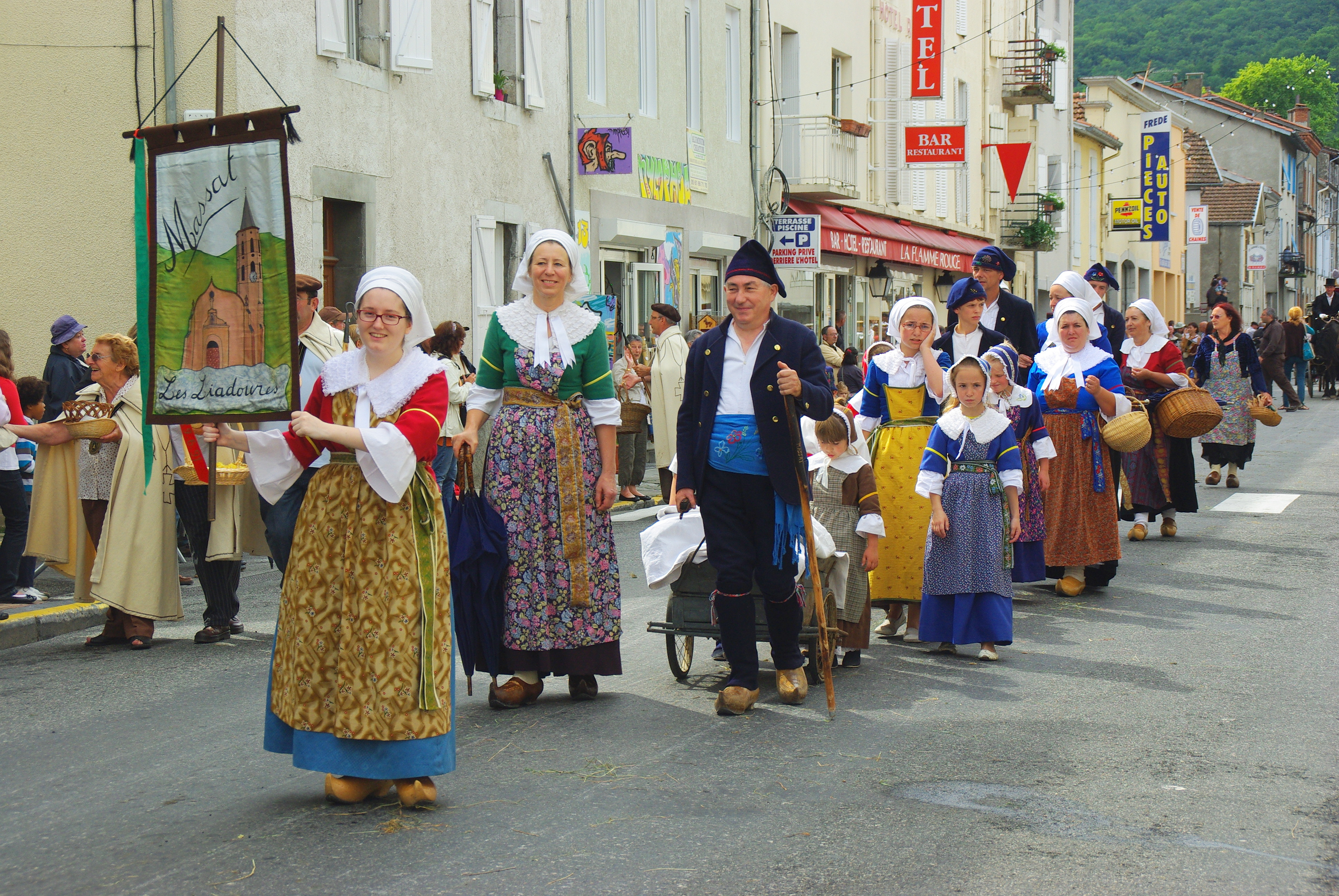
Les Liadoures de Massat lors du défilé dAutrefois le Couserans en 2011.photog. P. Goujet

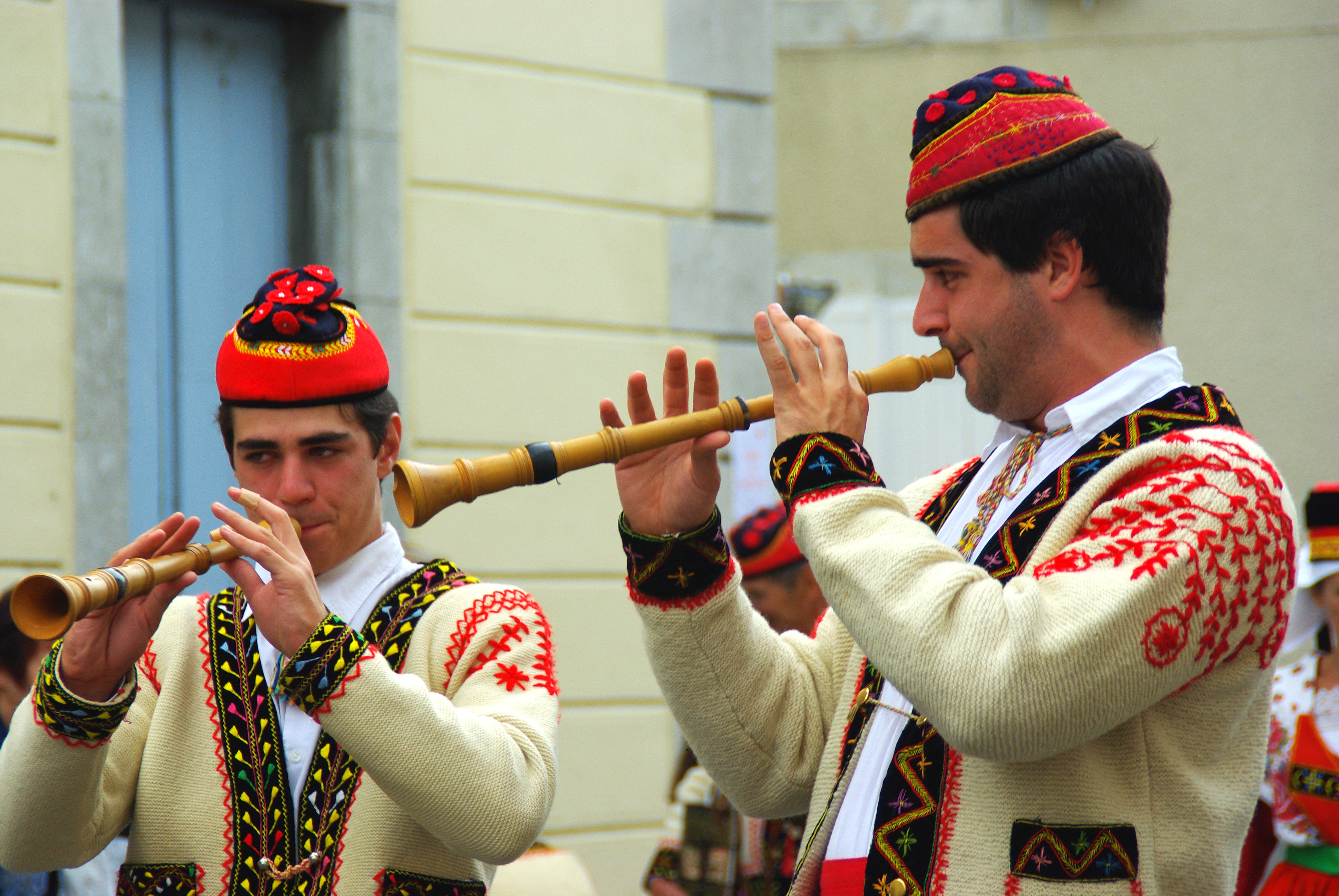
Joueurs de hautbois du Couserans. photog. P. Goujet

Dès le début du XXe siècle, dans les hautes vallées du Couserans, des femmes et des hommes se sont intéressés au patrimoine matériel et immatériel de leur village. Ainsi, en 1906, le groupe Les Bethmalais, du nom de la vallée de Bethmale, donnait ses premières représentations.
Dans la vallée du Biros, Alphonse Sentein (1888-1980), instituteur et violoneux, a attribué au groupe Les Biroussans dont il était à l’origine, un rôle social en reversant, dans ces années qui ont suivi la Première Guerre mondiale, des fonds aux familles nécessiteuses.
Massat, chef-lieu de la vallée de l’Arac, a vu apparaître au milieu des années soixante le groupe Les Liadoures (nom de la coiffe traditionnelle portée par les femmes de la vallée).
La vallée de Bethmale compte un autre groupe fondé en 1991 : La Bethmalaise. À Biert, à Sainte-Croix Volvestre aussi, on chante et on danse.
Plus récemment créée, l’association Tradadou basée à Seix regroupe des musiciens et danseurs autour d’airs traditionnels folkloriques d’ici ou d’ailleurs. 
Ces groupes ont suivi le même cheminement. D’abord se produire au village puis élargir progressivement leur zone d’intervention jusqu’aux festivals régionaux voire internationaux. Depuis 1991, Les Bethmalais organisent chaque été à Saint-Girons et dans d’autres villages, le festival international RITE chants, danses et musique du monde.
Hormis les concerts et spectacles dans les Pyrénées et ailleurs, les groupes folkloriques du Couserans mènent un travail de recherche, de collecte et de sauvegarde du patrimoine des vallées portant sur les vêtements, les sabots (par exemple les sabots de Bethmale si originaux avec leur longue pointe recourbée) mais aussi sur les danses, les chants, les instruments de musique traditionnels comme le hautbois du Couserans (reconstitué à l'initiative du groupe Les Bethmalais en 1972).
Ces activités de recherche ont été effectuées auprès des « anciens » tant que cela a été possible.
Pour autant, les groupes n’oublient  pas l’avenir et la transmission de ce riche patrimoine populaire, pastoral et montagnard, enseignant aux jeunes et aux enfants les danses et les chants et formant de nouveaux musiciens.
Chaque premier dimanche d'août se déroule Autrefois le Couserans, une grande manifestation populaire à Saint-Girons qui rassemble tous les protagonistes notamment pour le grand défilé costumé en matinée.